# Bâtiment de la Plebanija - musée de Senta
Le bâtiment de la Plebanija - musée de Senta (en serbe cyrillique : Зграда Плебаније-Музеја у Сенти ; en serbe latin : Zgrada Plebanije-Muzeja u Senti) est située à Senta, dans la province de Voïvodine et dans le district du Banat septentrional, en Serbie. Il est inscrit sur la liste des monuments culturels de grande importance de la république de Serbie (identifiant no SK 1232).

## Présentation

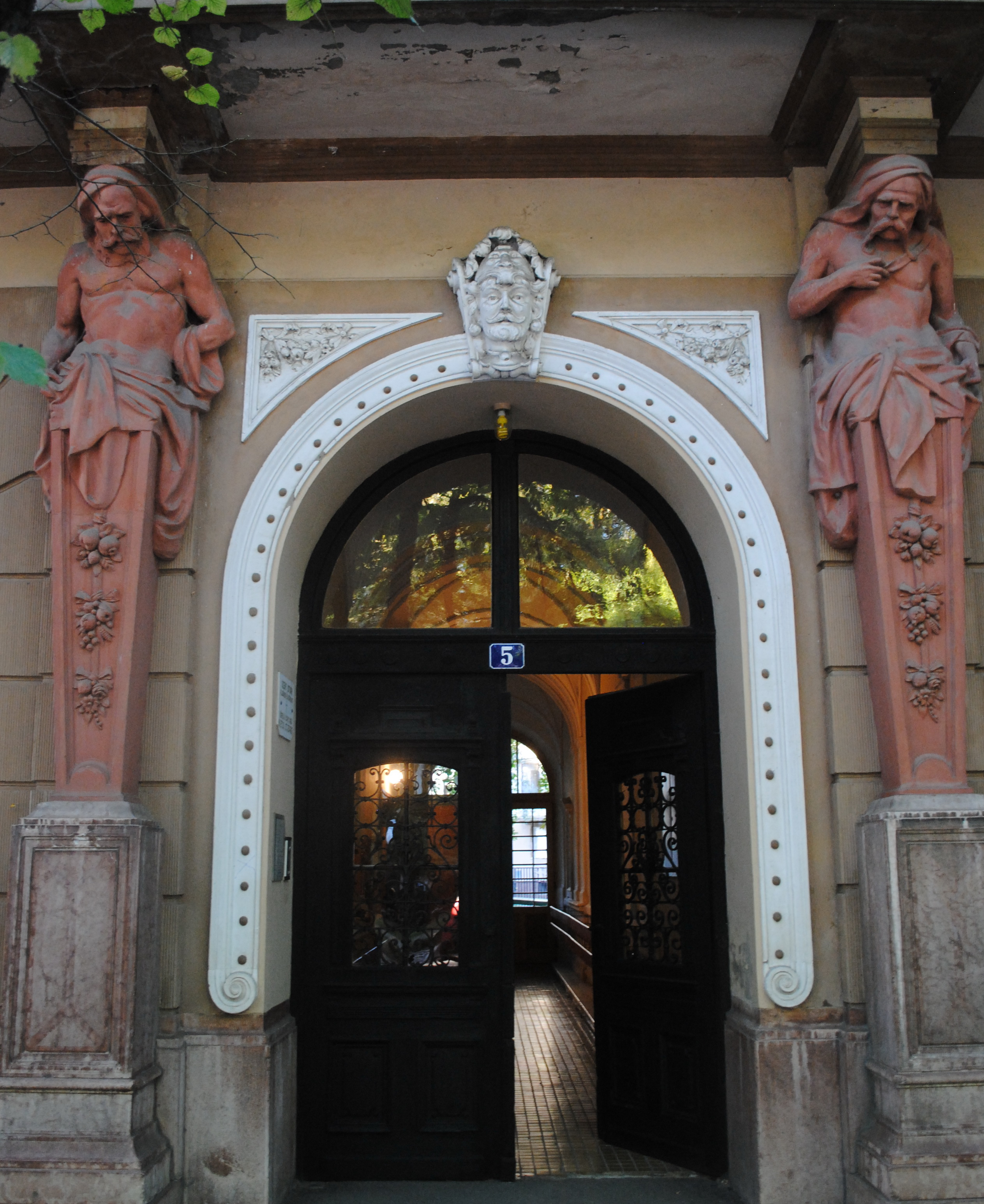
Le portail d'entrée

Le bâtiment de la Plebanija (maison paroissiale catholique) a été construit en 1909 selon un projet de l'architecte de Senta Domonkos Berzenc à l'époque du pléban (chef du clergé paroissial) István Gózon dans un style historiciste mêlant des éléments néo-baroques et des éléments influencés par le style Sécession.
L'édifice est situé à l'angle des rues Pionirska et Jovana Đorđevića. Cette façade d'angle est amplifiée par des pilastres qui se terminent par des Atlantes supportant un balcon pentagonal ; le balcon est orné de colonnes et d'arcades et surmonté d'un dôme. La façade principale se caractérise par une avancée centrale, un attique avec des balustrades et un portail d'entrée richement orné de bois et de fer et flanqué par des atlantes soutenant un balcon. Au rez-de-chaussée s'ouvrent de grandes fenêtres surmontées de consoles décorées de têtes de guerriers grecs.
À l'intérieur se trouve un escalier doté d'une riche décoration en fer forgé.

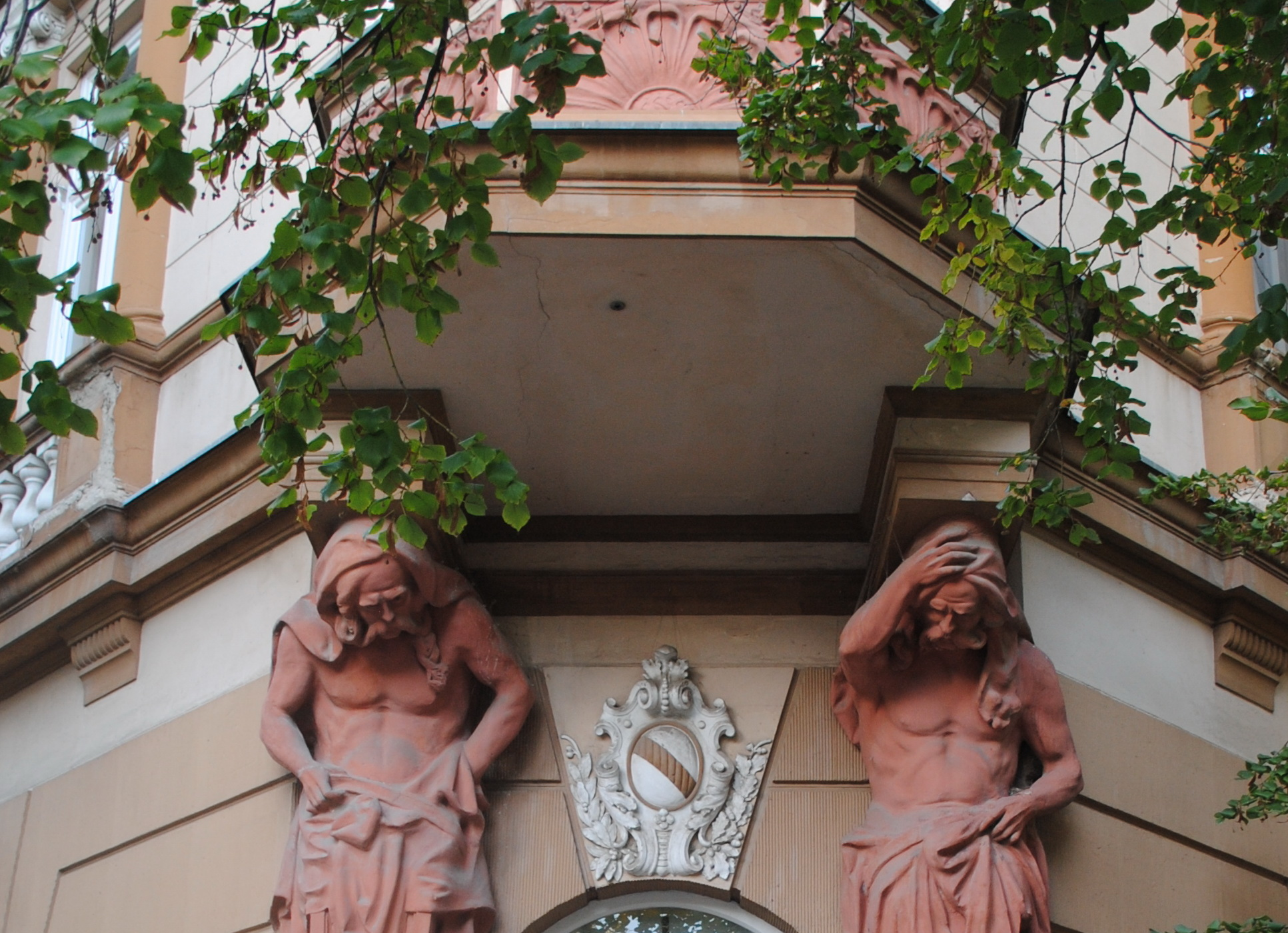
Détail de la façade d'angle
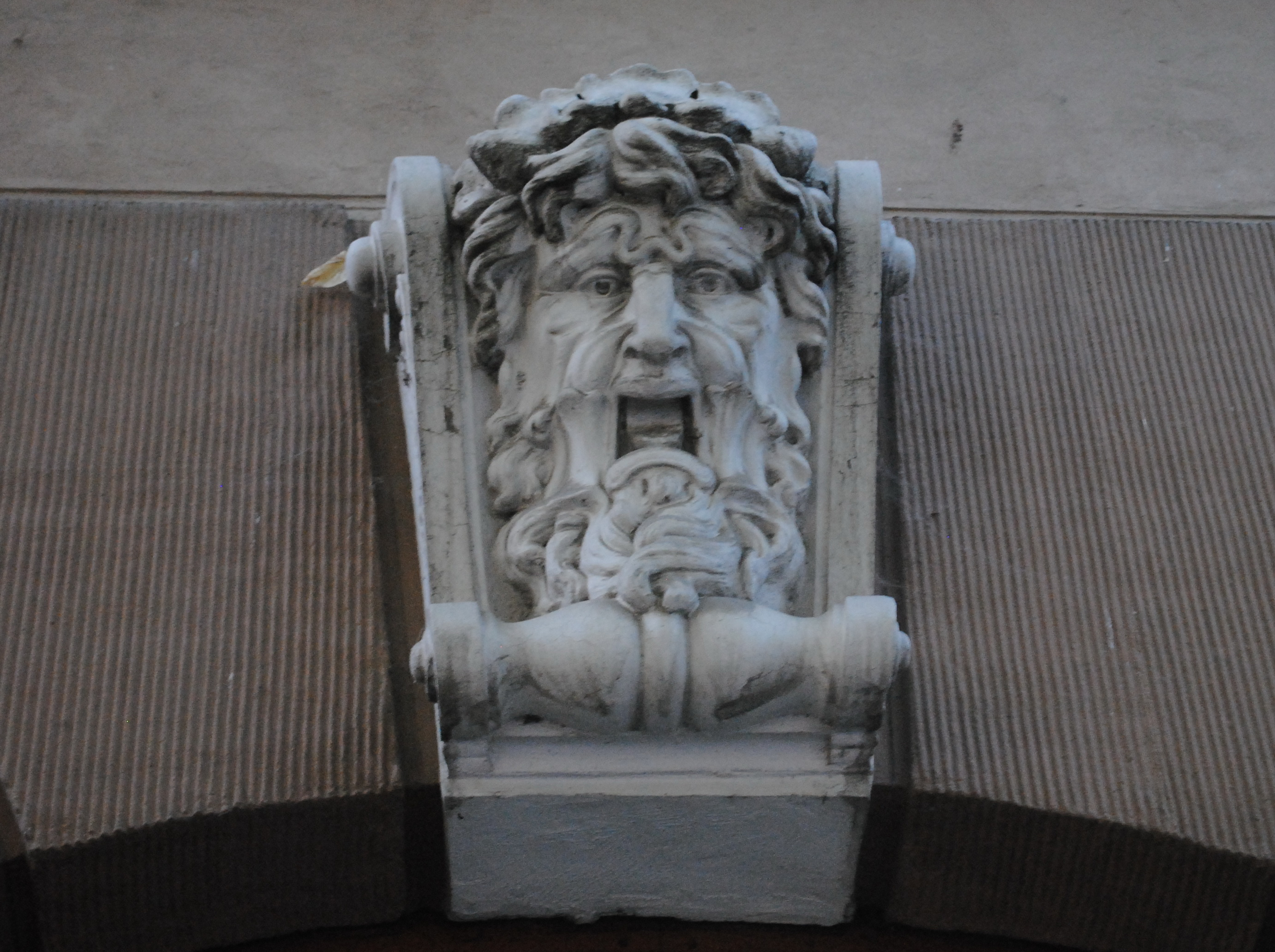
Détail d'un relief de la façade

## Musée municipal
Aujourd'hui, le bâtiment de la Plebanija abrite le musée municipal de Senta ; installé dans les lieux depuis 1970, il rassemble des collections historiques et ethnographiques concernant la région de Senta et de Bečej.